# Philipp Rösler

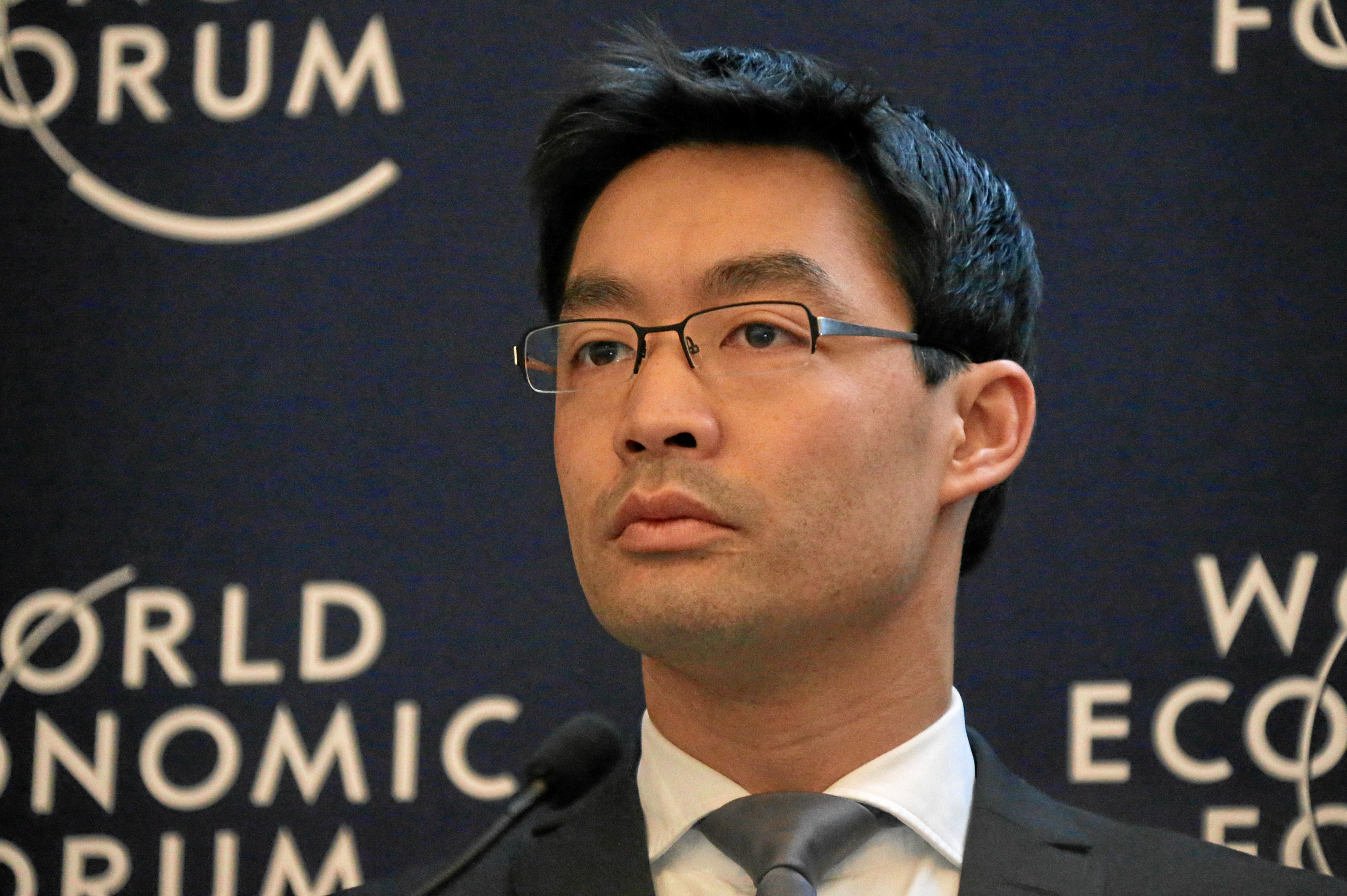
Philipp Rösler (2013)

Philipp Rösler (24 de febrer de 1973 a Sóc Trăng, Vietnam) és un polític alemany de la formació Partit Democràtic Lliure (FDP).
En abril de 2011 Guido Westerwelle va deixar la presidència del Partit Democràtic Lliure (FDP) després de diversos fracassos electorals, sent succeït per Philipp Rösler. Des de maig del 2011 ocupa el càrrec de Ministre Federal d'Economia i Tecnologia, líder del seu partit i Vicecanceller d'Alemanya.
Des del febrer fins a l'octubre de 2009 va ser Ministre d'Economia, Treball i Transport així com Viceprimer Ministre de la Baixa Saxònia. I des de l'octubre de 2009 fins al maig de 2011, Ministre Federal per la Salut en el segon govern d'Angela Merkel.